# Mosab Balhous
Mosab Balhous (Homs, 5 ottobre 1983) è un allenatore di calcio ed ex calciatore siriano, portiere dell'Al-Karamah e della Nazionale di calcio della Siria.

## Carriera

### Club
Ha giocato nel campionato siriano e omanita.

### Nazionale
Ha esordito in Nazionale nel 2006, raccogliendo al 2016 100 presenze occupando, così, il primo posto nella classifica dei calciatori ad aver vestito in più occasioni la maglia della Nazionale siriana. Ha partecipato anche alla Coppa d'Asia nel 2011.

## Palmarès

### Competizioni nazionali
- Campionato siriano di calcio: 4

Al-Karamah: 2005-2006, 2006-2007, 2007-2008, 2008-2009
- Coppa di Siria: 6

Al-Karamah: 2006-2007, 2007-2008, 2008-2009, 2009-2010
Al-Wathba: 2011-2012, 2012-2013